# Epiphora victoria
Epiphora victoria är en fjärilsart som beskrevs av J. Peter Maassen och Gustav Weymer 1886. Epiphora victoria ingår i släktet Epiphora och familjen påfågelsspinnare. Inga underarter finns listade i Catalogue of Life.